# Marouane Imaghri
Marouane Imaghri est un footballeur marocain né le 21 septembre 1988 à Marrakech.

## Biographie
Ex-joueur du Kawkab de Marrakech, convoité un temps par Lyon et Lille, il a finalement été recruté par Sedan en 2008 et au mercato hivernal 2008-2009, il signe un contrat de deux ans et demi chez les tigres tunisiens du club sportif sfaxien

## Carrière
- 2006-2007 : Kawkab de Marrakech ( Maroc)
- 2007-2009 : Club Sportif Sedan Ardennes ( France)
- 2009-2009 : Club Sportif sfaxien ( Tunisie)
- 2009-2010 : El Gawafel sportives de Gafsa ( Tunisie)
- 2010-2012 : Moghreb de Tétouan ( Maroc)
- 2012 : Ittihad de Tanger ( Maroc)
- 2012-2013 : Raja de Beni Mellal ( Maroc)[1]